# Полок (Мисури)
Полок (енгл. Pollock) град је у америчкој савезној држави Мисури.

## Демографија
По попису из 2010. године број становника је 89, што је 42 (-32,1%) становника мање него 2000. године.
| Група             | 2000.       | 2010.      |
| Белци             | 129 (98,5%) | 82 (92,1%) |
| Афроамериканци    | 0 (0,0%)    | 1 (1,1%)   |
| Азијати           | 0 (0,0%)    | 0 (0,0%)   |
| Хиспаноамериканци | 2 (1,5%)    | 6 (6,7%)   |
| Укупно            | 131         | 89         |